# Яан Юнкур
Яан Яанович Ю́нкур (Іоганн Іоганович, Іван Іванович, ест. Jaan Junkur; 12 (24) лютого 1887), Голдре, Феллінський повіт, Ліфляндська губернія, Російська імперія — 27 січня 1942, Північно-Уральський ВТТ, Свердловська область, Російська РСФСР, СРСР) — естонський військовий і дипломат, командувач військового округу Хар'ю (1939)), нагороджений вищою військовою нагородою Естонії (Хрестом Свободи) .

## Біографія
Народився сім'ї селян Яан (ест. Jaan) та Лійз (ест. Liis) Юнкур 24 лютого 1887 в Голдрі (в Омулі Хелмської волості Вільяндімааського повіту). У сім'ї було шестеро братів, серед яких Яан був наймолодшим. Навчався у Гельмській парафіяльній школі (ест. Helme kihelkonnakool) та у Валзькій міській школі (ест. Valga linnakool), а також у приватному порядку в Петербурзі . Служив у царській армії з 1908 року вільновизначальним у Двінському 91-му піхотному полку, закінчив Віленське військове училище (в якому навчався з 1909 по 1912 роки), потім служив офіцером у Тарту з 1912 по 1914 рік. З 1914 брав участь у першій світовій війні у складі 271-го піхотного Красносільського полку, був поранений. З квітня 1915 по листопад 1918 року перебував у полоні, після якого повернувся до Естонії. 07.12.1919 року одружився з Ліндою Юнкур (Мяртикуга (ест. Linda Junkur (Märtik)), нар. 1898), дітей не мав.

### Служба в естонській армії
З 1918 по 1940 рік служив в естонській армії. Брав участь в Естонській визвольній війні. Пізніше служив військовим представником Естонії за кордоном і дипломатом (у Литві (1919), Варшаві (Польща, 1919—1923), Парижі (Франція, 1924—1925)), Бельгії (1925—1929)). З 1929 по 1934 роки двічі служив офіцером для доручень штабу армії та двічі — командиром окремого піхотного батальйону. У 1934—1939 роках служив комендантом міста Таллінн і одночасно командував Сторожовим батальйоном (Vahipataljon), який займався караульною службою талліннського гарнізону. У 1939—1940 pоках Юнкур командував військовим округом Хар'ю, продовжуючи бути комендантом міста Таллінн. У липні 1940 року залишив як посаду командувача округу Харью, так і посаду коменданта міста Таллінн.
У період служби в естонській армії був членом, керівником, почесним членом рад та опікунських рад різних естонських товариств за кордоном (наприклад, був членом Välis-Eesti Ühing, головою естонського товариства в Парижі, почесним членом ради польсько-естонської товариства), громадських організацій (Талліннської міської ради національної асоціації кавалерів ордену Хреста Свободи (Vabaduse Risti Vendade Ühendus, VRVÜ)) та закладів культури (опікунської ради естонського драматичного театру).

### Репресія та смерть
Вийшов у відставку 17 серпня 1940 року, після чого працював перекладачем у Народному комісаріаті праці Естонської РСР . 14 червня 1941 року був звільнений з цієї посади . Під час червневої депортації 1941 року його заслали 14 червня 1941-го з Нимме разом з дружиною Ліндою. Відправили до Північно-Уральського ВТТ, в табірний відділ Сосьва. Там він захворів та помер 27 січня 1942 року. . Після смерті, 28 лютого 1942 року, особлива нарада призначила Юнкуру найвищу міру покарання за статтею § 58-4 КК РРФСР .

## Нагороди
- Хрест Свободи 1-го класу 3-го ступеня та 50000 марок .[1][3]
- Орден Орлиного хреста 3-го ступеня (1935).[1]
- Ордени Польщі, Литви та Франції.[1]
- Пам'ятна медаль на честь 10-річчя незалежності Латвії та визвольної війни.[1]